# Despatch Rider
Despatch Rider is een historisch Brits motorfietsmerk.
De bedrijfsnaam was: Dreng Ltd., Birmingham.
Een “Despatch Rider” is zoiets als een motorordonnans. De motorfietsen van Dreng Ltd., voorzien van 210cc PeCo- en 269cc-Villiers-blokken, werden dan ook voornamelijk voor militaire doeleinden gebouwd. Dat was ook de reden dat de productie van 1915 tot 1917 duurde, terwijl bijna alle Britse motorfietsproducenten een productieverbod hadden vanwege de materiaalschaarste tijdens de oorlog.